# Миса (Вашингтон)
Миса (енгл. Mesa) град је у америчкој савезној држави Вашингтон. По попису становништва из 2010. у њему је живело 489 становника.

## Демографија
Према попису становништва из 2010. у граду је живело 489 становника, што је 64 (15,1%) становника више него 2000. године.
| Група             | 2000.       | 2010.       |
| Белци             | 164 (38,6%) | 115 (23,5%) |
| Афроамериканци    | 0 (0,0%)    | 8 (1,6%)    |
| Азијати           | 2 (0,5%)    | 2 (0,4%)    |
| Хиспаноамериканци | 252 (59,3%) | 368 (75,3%) |
| Укупно            | 425         | 489         |